# زوار (فیلم)
زوار (انگلیسی: Zevar) یک فیلم بالیوود است که در سال ۱۹۴۲ منتشر شد.